# Adolfo I di Schaumburg
Adolfo I di Schaumburg (... – 13 novembre 1130) fu conte di Holstein dal 1111 al 1130.
Capostipite (morto nel 1130) della dinastia di Schaumburg dei conti di Holstein. Ricevette l'investitura della contea verso il 1111 da Lotario di Supplimburgo, duca di Sassonia.